# NS 5200
De serie NS 5200 was een serie personentreintenderlocomotieven van de Nederlandse Spoorwegen (NS) en diens voorgangers Maatschappij tot Exploitatie van Staatsspoorwegen (SS), Hollandsche IJzeren Spoorweg-Maatschappij (HSM) en Nederlandsche Rhijnspoorweg-Maatschappij (NRS).

## NRS 178-183
Voor de lokaaldiensten tussen Utrecht en Maarsbergen stelde de NRS in 1877-1878 zes personentreintenderlocomotieven in dienst, gebouwd door de fabriek van Sharp Stewart and Company te Manchester. Deze locomotieven zijn als een vergrote versie van de 71-77 te beschouwen. Bij de ontbinding van de NRS in 1890 werden de locomotieven verdeeld over de HSM en SS.

## HSM 306-308
Bij de boedelscheiding van de opgeheven NRS in 1890 kreeg de Hollandsche IJzeren Spoorweg-Maatschappij de NRS locomotieven 181-183 toebedeeld, waarbij ze in de HSM nummering als 306-308 werden opgenomen en als typeaanduiding P3 kregen. De locomotieven bevielen de HSM niet al te best en werden na de eeuwwisseling hoofdzakelijk nog voor rangeerwerk, konvooidiensten en het rijden van werktreinen gebruikt. In 1911 werd de 308 afgevoerd, in 1912 gevolgd door de 306. De 307 werd in 1916 terzijde gesteld en, na als stoomleverancier voor de smederij in de werkplaats Haarlem te zijn gebruikt, in 1919 afgevoerd. De bij de HSM ondergebrachte locomotieven hebben niet bij de NS gereden.

## SS 1178-1180
In 1890 kreeg de Maatschappij tot Exploitatie van Staatsspoorwegen de NRS locomotieven 178-180 toebedeeld, waar ze werden hernummerd in 1178-1180. 
De SS plaatste in 1917 een extra kolenbak achter het machinistenhuis, waardoor de capaciteit steeg van 1,0 ton naar 1,4 ton.

## NS 5201-5203
Bij de samenvoeging van het materieelpark van de HSM en de SS in 1921 kregen de van de SS afkomstige locomotieven de NS-nummers 5201-5203. De NS deelde deze locomotieven in het soortmerk PT3 in. De locomotieven werden hoofdzakelijk voor lokaaltreinen ingezet rond Doetinchem, en later rond Eindhoven. 
De 5201 en 5203 werden in 1927 buiten dienst gesteld, de 5202 volgde in 1930. Er is geen exemplaar bewaard gebleven

## Overzicht
| Fabrieksnummer | NRS nummer | HSM nummer | SS nummer | NS nummer | In dienst | Uit dienst | Bijzonderheden |
| -------------- | ---------- | ---------- | --------- | --------- | --------- | ---------- | -------------- |
| 2725           | 178        |            | 1178      | 5201      | 1877      | 1927       |                |
| 2726           | 179        |            | 1179      | 5202      | 1877      | 1930       |                |
| 2727           | 180        |            | 1180      | 5203      | 1877      | 1927       |                |
| 2728           | 181        | 306        |           |           | 1877      | 1912       |                |
| 2745           | 182        | 307        |           |           | 1878      | 1919       |                |
| 2746           | 183        | 308        |           |           | 1878      | 1911       |                |